# 에마 그린웰
에마 그린웰(Emma Greenwell, 1989년 1월 14일 ~ )은 미국의 배우이다.

## 작품 목록
- 레이디 수잔
- 래틀스네이크